# Eurochart Hot 100 Singles
La Eurochart Hot 100 Singles è stata una classifica musicale compilata dalla rivista Music & Media da marzo del 1984 all'11 dicembre 2010. La classifica si basava sulle classifiche dei singoli e degli album di diciassette paesi europei: Austria, Belgio, Danimarca, Finlandia, Francia, Germania, Grecia, Irlanda, Italia, Norvegia, Paesi Bassi, Regno Unito, Spagna, Svezia, Svizzera e Ungheria.
Al 2010, la European Hot 100 aveva visto 400 canzoni alternarsi alla numero 1. L'ultima classifica fu pubblicata in data 11 dicembre 2010, in quanto Billboard aveva annunciato la chiusura della sua sede londinese. L'ultimo singolo numero 1 della classifica europea fu Only Girl (in the World) di Rihanna.

## Record e statistiche

### Artisti

#### Maggior numero di singoli al primo posto
- Madonna (15)
- ABBA (13)
- Michael Jackson (11)
- Eminem (8)
- Boney M (6)
- Britney Spears (6)
- Elton John (5)
- Whitney Houston (5)
- Rihanna (5)
- Beyoncé (4)
- Kylie Minogue (4)
- Robbie Williams (4)
- Shakira (4)

#### Auto-rimpiazzamenti al primo posto
- Madonna

True Blue rimpiazza Papa Don't Preach (ottobre 1986)
- Michael Jackson

Bad rimpiazza I Just Can't Stop Loving You (ottobre 1987)
- Spice Girls

Say You'll Be There rimpiazza Wannabe (novembre 1996)
- The Black Eyed Peas

Meet Me Halfway rimpiazza I Gotta Feeling (dicembre 2009)
- Rihanna

Only Girl (in the World) rimpiazza Love the Way You Lie (novembre 2010)

#### Singoli e album dello stesso artista simultaneamente al primo posto
Ad oggi, Madonna e Michael Jackson sono gli artisti che hanno avuto per più volte un loro singolo e un loro album simultaneamente al primo posto in tale classifica (5 volte), seguono Lady Gaga (3 volte), Whitney Houston, Bryan Adams, Britney Spears, Nelly Furtado e Bon Jovi (2 volte).
- U2

With or Without You e The Joshua Tree (Maggio 1987)
- Whitney Houston

I Wanna Dance with Somebody (Who Loves Me) e Whitney (Agosto 1987)
I Will Always Love You e The Bodyguard OST (Gennaio 1993)
- Michael Jackson

Bad e Bad (Ottobre 1987)
Dirty Diana e Bad (Luglio 1988)
Black or White e Dangerous (Dicembre 1991)
Scream e HIStory: Past, Present and Future - Book I (Giugno 1995)
You Are Not Alone e HIStory: Past, Present and Future, Book I (Settembre 1995)
- George Michael

Faith e Faith (Dicembre 1987)
- Madonna

Like a Prayer e Like a Prayer (Aprile 1989)
Don't Cry for Me Argentina e Evita OST (Febbraio 1997)
Music e Music (Ottobre 2000)
Hung Up e Confessions on a Dance Floor (Novembre 2005)
4 Minutes e Hard Candy (Maggio 2008)
- Phil Collins

Another Day in Paradise e ...But Seriously (Gennaio 1990)
- Bryan Adams

(Everything I Do) I Do It for You e Waking Up the Neighbours (Novembre 1991)
All for Love e So Far So Good (Gennaio 1994)
- 4 Non Blondes

What's Up? e Bigger, Better, Faster, More! (Ottobre 1993)
- Meat Loaf

I'd Do Anything for Love (But I Won't Do That) e Bat Out of Hell II: Back Into Hell (Novembre 1993)
- Wet Wet Wet

Love Is All Around e End of Part One: Their Greatest Hits (Settembre 1994)
- Bon Jovi

Always e Cross Road (Novembre 1994)
It's My Life e Crush (Giugno 2000)
- Take That

Back for Good e Nobody Else (Maggio 1995)
- The Fugees

Killing Me Softly e The Score (Luglio 1996)
- Elton John

Candle in the Wind 1997 e The Big Picture (Ottobre 1997)
- Cher

Believe e Believe (Febbraio 1999)
- Backstreet Boys

I Want It That Way e Millennium (Giugno 1999)
- Santana

Maria Maria e Supernatural (Maggio 2000)
- Britney Spears

Oops!... I Did It Again e Oops!... I Did It Again (Giugno 2000)
Womanizer e Circus (Dicembre 2008)
- Dido

Stan e No Angel (Febbraio 2001)
- Shaggy

Angel e Hot Shot (Agosto 2001)
- Kylie Minogue

Can't Get You out of My Head e Fever (Ottobre 2001)
- Robbie Williams

Somethin' Stupid e Swing When You're Winning (Gennaio 2002)
- Shakira

Whenever, Wherever and Laundry Service (Marzo 2002)
- Eminem

Without Me e The Eminem Show (Giugno 2002)
- Beyoncé

Crazy in Love e Dangerously in Love (Giugno 2003)
- Evanescence

Bring Me to Life e Fallen (Agosto 2003)
- Jennifer Lopez

Get Right e Rebirth (Marzo 2005)
- Justin Timberlake

SexyBack e FutureSex/LoveSounds (Settembre 2006)
- Scissor Sisters

I Don't Feel Like Dancin' e Ta-Dah (Ottobre 2006)
- Nelly Furtado

All Good Things (Come to an End) e Loose (Gennaio 2007)
Give It to Me e Loose (Aprile 2007)
- James Blunt

1973 e All the Lost Souls (Ottobre 2007)
- Duffy

Mercy and Rockferry (Aprile 2008)
- Lady Gaga

Poker Face e The Fame (Maggio 2009)
Bad Romance e The Fame (Gennaio 2010)
Telephone e The Fame (Aprile 2010)
- David Guetta

Sexy Bitch e One Love (Settembre 2009)
- Rihanna

Only Girl (in the World) e Loud (Dicembre 2010)

### Singoli

#### Debuttati al primo posto
- "No Limit" - 2 Unlimited (February 11, 1993)
- "Tribal Dance" - 2 Unlimited (May 12, 1993)
- "The Real Thing" - 2 Unlimited (May 18, 1994)
- "Music" - Madonna (September 8, 2000)
- "Beautiful Day" - U2 (October 28, 2000)
- "One More Time" - Daft Punk (December 2, 2000)
- "Stan" - Eminem featuring Dido (December 23, 2000)
- "Angel" - Shaggy featuring Rayvon (July 16, 2001)
- "Can't Get You out of My Head" - Kylie Minogue (October 6, 2001)
- "Without Me" - Eminem (June 8, 2002)
- "Me Against the Music" - Britney Spears featuring Madonna (November 29, 2003)
- "Toxic" - Britney Spears (March 20, 2004)
- "Yeah!" - Usher featuring Lil Jon & Ludacris (April 3, 2004)
- "Radio" - Robbie Williams (October 23, 2004)
- "Just Lose It" - Eminem (November 20, 2004)
- "Get Right" - Jennifer Lopez (March 5, 2005)
- "Let Me Love You" - Mario (April 9, 2005)
- "Tripping" - Robbie Williams (October 22, 2005)
- "Run It!" - Chris Brown (February 18, 2006)
- "Sorry" - Madonna (March 11, 2006)
- "Bodies" - Robbie Williams (October 31, 2009)

#### Maggior numero di settimane al primo posto
- 18 settimane

"(Everything I Do) I Do It for You" - Bryan Adams (1991)
- 17 settimane

"My Heart Will Go On" - Céline Dion (1998)
"Aserejé" - Las Ketchup (2002)
- 16 settimane

"Can't Get You out of My Head" - Kylie Minogue (2001)
"Poker Face" - Lady Gaga (2009), non-consecutive
- 15 settimane

"Lambada" - Kaoma (1989)
"Rhythm Is a Dancer" - Snap! (1992), non-consecutive
"Without Me" - Eminem (2002)
"Hips Don't Lie" - Shakira featuring Wyclef Jean (2006), non-consecutive
"Apologize" - Timbaland featuring OneRepublic (2007), non-consecutive
- 14 settimane

"I Just Called to Say I Love You" - Stevie Wonder (1984)
"Gangsta's Paradise" - Coolio featuring L.V. (1995), non-consecutive
"Believe" - Cher (1999)
- 13 settimane

"Rivers of Babylon"/"Brown Girl in the Ring" - Boney M. (1978)
"I Will Always Love You" - Whitney Houston (1993)
"No Limit" - 2 Unlimited (1993)
"Love Is All Around" - Wet Wet Wet (1994)
"Children" - Robert Miles (1996)
"Whenever, Wherever" - Shakira (2002)
"Shut Up" - The Black Eyed Peas (2003)

#### Singoli non in inglese alla numero uno
- "Ein bißchen Frieden di Nicole (Tedesco - 22 maggio 1982 per 7 settimane - canzone vincitrice dell'Eurovision Song Contest 1982)
- "99 Luftballons" di Nena (Tedesco - 2 aprile 1983 per 5 settimane)
- "Rock Me Amadeus" di Falco (Tedesco - 27 luglio 1985 per 2 settimane)
- "Yé ké yé ké" di Mory Kanté (Mandinka - 18 giugno 1988 per 3 settimane)
- "Im Nin'Alu" di Ofra Haza (Ebraico - 6 agosto 1988 per 2 settimane)
- "Lambada" dei Kaoma (Portoghese - 23 settembre 1989 per 15 settimane)
- "Sadeness Part I" degli Enigma (Francese/Latino - 12 gennaio 1991 per 9 settimane)
- "Macarena" dei Los del Río (Spagnolo/inglese- 22 giugno 1996 per 4 settimane)
- "Time to Say Goodbye" di Sarah Brightman & Andrea Bocelli (Italiano/inglese - 7 giugno 1997 per 1 settimana)
- "La copa de la vida" di Ricky Martin (Spagnolo - 20 giugno 1998 per 5 settimane)
- "Aserejé" delle Las Ketchup (Spagnolo/inglese - 21 settembre 2002 per 17 settimane)
- "Dragostea Din Tei" degli O-Zone (rumena - 26 giugno 2004 per 12 settimane)
- "Obsesión" degli Aventura (Spagnolo - 18 settembre 2004 per 6 settimane)
- "I Know You Want Me (Calle Ocho)" di Pitbull (Spagnolo/inglese - 1º agosto 2009 per 6 settimane)
- "Alors on danse" di Stromae (Francese - 20 marzo 2010 per 10 settimane)
- "Waka Waka (This Time for Africa)" di Shakira featuring Freshlyground (Fang/xhosa/inglese - 7 agosto 2010 per 6 settimane)

## Classifiche per anno
- 2005
- 2006
- 2007
- 2008